# غلوريا جونسون
غلوريا جونسون (بالإنجليزية: Gloria Johnson) هي ناشطة حقوق إل جي بي تي أمريكية، ولدت في 26 أغسطس 1937، وتوفيت في 22 سبتمبر 2013.